# Улів (Люблінське воєводство)
Улів (пол. Ulów) — село в Польщі, у гміні Томашів Томашівського повіту Люблінського воєводства. Населення — 325 осіб (2011).

## Історія
За даними етнографічної експедиції 1869—1870 років під керівництвом Павла Чубинського, у селі переважно проживали римо-католики, але населення здебільшого розмовляло українською мовою.
У 1975—1998 роках село належало до Замойського воєводства.

## Демографія
Демографічна структура станом на 31 березня 2011 року:
|          | Загалом | Допрацездатний вік | Працездатний вік | Постпрацездатний вік |
| -------- | ------- | ------------------ | ---------------- | -------------------- |
| Чоловіки | 168     | 35                 | 110              | 23                   |
| Жінки    | 157     | 30                 | 79               | 48                   |
| Разом    | 325     | 65                 | 189              | 71                   |